# Santa Margarita Yogopi
Santa Margarita Yogopi är en ort i Mexiko.   Den ligger i kommunen Santiago Sochiapan och delstaten Veracruz, i den sydöstra delen av landet, 400 km sydost om huvudstaden Mexico City. Santa Margarita Yogopi ligger 77 meter över havet och antalet invånare är 293.
Terrängen runt Santa Margarita Yogopi är huvudsakligen platt. Santa Margarita Yogopi ligger nere i en dal. Runt Santa Margarita Yogopi är det mycket glesbefolkat, med 4 invånare per kvadratkilometer. Närmaste större samhälle är Arroyo Colorado, 16,9 km väster om Santa Margarita Yogopi. Omgivningarna runt Santa Margarita Yogopi är en mosaik av jordbruksmark och naturlig växtlighet.